# جوني ميلر (مهندس)
جوني ميلر (بالإنجليزية: Johnny Miller)‏ هو مهندس أمريكي، ولد في 25 ديسمبر 1965 في جونسون سيتي في الولايات المتحدة.